# Хмост
Хмост (на руски: Хмость) е река в Духовщински, Смоленски и Кардимовски райони на Смоленска област, Русия, десен приток на Днепър. Дължината на реката е 135 km, а площта на нейния водосборен басейн е 636 km2. Селището Кардимово се намира близо до устието на реката.
Изворът на Хмост е в западната част на Духовщинския район, северно от село Васино. Тече на юг и надолу по течението след село Ботино оформя границата между Духовщински и Смоленски район. Кратък участък от реката пресича Смоленски район, след което реката завива на изток и образува границата между Духовщински и Кардимовски район. При село Лисичино се отклонява и тече на югоизток през Кардимовски район. Устието на Хмост е в заблатена местност южно от село Ръжково.
По по-голямата част от течението на Хмост бреговете са заблатени и ниски. Най-големите притоци са Олшанка, Мошна, Крупица и Бабинка.
На реката има малка водноелектрическа централа с мощност 200 kW. 